# Björkholmsfjärden
Björkholmsfjärden är enett fjärd i Finland. Den ligger i landskapet Nyland, i den södra delen av landet, 30 km sydväst om huvudstaden Helsingfors.
Björkholmsfjärden ligger mellan fastlandet i väster och Järsö i öster. Den ansluter till Ändholmssundet i norr och Hylkefjärden i söder.